# واد فاس

واد بو خارب (جُزء من واد فاس) يتدفق عبر وسط منطقة فاس البالي. الصورة تم التقاطها عام 1932.

واد فاس أو نهر فاس هو نهر في مدينة فاس المغربية. النهر هو رافد لنهر سبو، وهو على مدار التاريخ كان المصدر الرئيسي للمياه في مدينة فاس.

## امتداد النهر
يشير موقع منظمة «الإسيسكو» على الإنترنت لواد الجواهر، ويذكر أنه ينبع من فحص سايس على بعد 14 كلم من فاس، ثم يصل إلى المدينة، ويدخلها ويتخلل أحياءها ودروبها ليمد الدور والمساجد والحمامات والفنادق والسقايات وكل المرافق العمومية بالماء الشروب. كما يخرج جزء منه عند باب الخوخة فتسقى به البساتين والحدائق الموجودة خارج المدينة، بين هذه الأخيرة ونهر سبو.

## القناطر فوق النهر
تمر فوق الوادي العديد من القناطر، منها قنطرة الطرافين التي كانت تعرف تحت تسمية قنطرة باب السلسلة أو قنطرة سيدي العواد. وقد هدمت القنطرة سنة 725 ه/1325-1326 م بسبب سيل جارف هدم جل القناطر المبنية على الواد؛ ثم أعيد بناؤها من طرف السلطان المريني أبي سعيد عثمان في القرن الثامن الهجري/الرابع عشر الميلادي. وتطرقت إلى قنطرة الرصيف موضحة بأنها كانت تعرف باسم قنطرة أبي برقوقة، ومنها يتم الدخول إلى حومة المخفية. وقد جددت هذه القنطرة من طرف السلطان أحمد بن محمد البرتغالي، رابع السلاطين الوطاسيين، ثم من بعد ذلك من طرف السلطان المولى إسماعيل سنة 1015 . أما قنطرة بوطوبة، فقد كانت تعرف بقنطرة باب الحديد، وقد جدد بناءها السلطان أبو سعيد المريني في القرن الثامن الهجري/ الرابع عشر الميلادي. وإلى جانب هذه القناطر، وقف موقع المنظمة على الأنترنت عند قنطرة الصباغين نسبة إلى صباغي الأقمشة والصوف. وتعرف هذه القنطرة أيضا باسم الخراشفيين وقنطرة سباط الهيادريين. وقد هدمت القنطرة بسبب سيل سنة 725ه/1325-1326 م، وجددها في نفس الفترة السلطان أبو سعيد المريني.
حديقة جنان السبيل التي يمر بها (واد الجواهر)؛ كانت بها قوارب تجوب جانبي بحيرة ضخمة تزود انطلاقا من روافد الواد.